# Кадашман-Енліль II
Кадашман-Енліль II (д/н — бл. 1255 до н. е.) — цар Вавилону близько 1264—1255 до н. е. (коротка хронологія), 1280—1264 до н. е. (середня хронологія). Точно відомо, що панував 16 років. Ім'я перекладається як «Він вірить в Енліль».

## Життєпис
Походив з Каситської (III Вавилонської) династії. Син царя Кадашман-Тургу. Час сходження на трон є дискусійним — 1280 або 1264 роки до н. е. На користь першої гіпотези частково свідчить лист хеттського царя Хаттусілі III в якому повідомлялось про укладання миру між Хеттським царством і Єгиптом. Втім рік цієї угоди також є суперечним — його відраховують від битви при Кадеші, яка відбулася на думку різних дослідників 1284 або 1274 році до н. е. Відповідно виникає 10-річний розрив. Тому якщо рахувати за першим варіантом, то Кадашман-Енліль II посів трон близько 1280 року до н. е., за другим — 1264 року до н. е.
На час отримання влади був дитиною або юнаком. Тому фактична влада зосередилася у впливового сановника Ітти-Мардук-балату, який намагався знизити вплив хеттів у Вавилонії. Також сталося пограбування вавилонських купців в державах Амурру і Угариті, залежних від хеттів. Хетти винуватили в усьому Банті-шинні, царя Амурру. З огляду на це відбулося охолодження стосунків. Вочевидь Ітти-Мардук-балату намагався надати допомогу поваленому хеттському царю Мурсілі III (перебував у засланні в Нухашші — північно-західна Сирія).
Втім загальний ворог — Ассирія — призвів до відновлення союзу Вавилонського царства з Хатті. Планувалося влаштувати шлюб Кадашман-Енліля II з донькою Хаттусілі III.
Водночас налагодив стосунки з Єгиптом, спираючись на встановлення миру між останнім та Хатті. Вавилонський цар видав за фараона Рамсеса II свою сестру.
Вважається, що саме Кадашман-Енліль II проти ассирійського царя Шульману-ашареда I в рамках спільних дій з хеттським володарем Хаттусілі III. Втім зазнав важкої поразки. Йому спадкував син Кудур-Енліль.